# 索根島
索根島（英語：Sogen Island）是南極洲的島嶼，處於法蘭西灣東部的夏科港西南端，屬於威廉群島的一部分，由讓-巴蒂斯特·夏古率領的法國探險隊發現，現時由南極條約體系管理。